# Ferchar Fota
Ferchar Fota (Ferchar the Tall; ... – 697 circa) sarebbe stato re dei  Cenél Loairn di Dál Riata e forse di tutta la Dál Riata.

## Biografia
Sarebbe stato figlio di Feredach mac Fergusa e discendente di Loarn mac Eirc.
Ferchar fa la sua comparsa sulla scena della storia nell'anno 678: secondo gli Annali di Tigernach guidò i Cenél Loairn nello scontro di Tiree dove costoro furono massacrati dai Britanni di Alt Clut. Di questa battaglia parlano anche gli Annali dell'Ulster, che però non menzionano Ferchar. Sarebbe morto nel 697.
I figli Ainbcellach e Selbach sarebbero stati re di Dál Riata e tra i suoi discendenti ci sarebbe Mac Bethad mac Findláich, il Macbeth shakespeariano.